# 小行星6362
小行星6362（英語：6362 Tunis）是一颗围绕太阳公转的小行星。1979年5月19日，R. M. West在拉西拉天文台发现了此天体。
这颗小行星的绝对星等为298.41314等。